# Gizmodo
Gizmodo este un weblog care are ca temă produsele electronice de larg consum. Gizmodo este deținut de compania Gawker Media. Conform indexului Technorati, la data de 28 aprilie 2008, Gizmodo se află pe locul 4 al celor mai populare bloguri de limbă engleză.